# Paul Gartler
Paul Gartler (Gleisdorf, 9 marzo 1997) è un calciatore austriaco, portiere del Rapid Vienna.

## Carriera

### Club
Ha giocato nella prima divisione austriaca.

### Nazionale
Ha giocato nelle nazionali giovanili austriache Under-16, Under-17, Under-18, Under-19 ed Under-21.